# Ниткорилий скат мексиканський
Ниткорилий скат мексиканський (Springeria folirostris) — скат з роду Springeria родини Ниткорилі скати. Інша назва «листоносий скат».

## Опис
Загальна довжина сягає 58 см для самців та 62 см для самиць. Голова невелика, проте товста. Грудні плавці великі та широкі. Рило витягнуте, перед ниткоподібним видовженням розширене та сплощене, утворюючи листоподібну форму. В іншому цей скат схожий на інших представників свого роду.

## Спосіб життя
Зустрічається на глибинах 300–512 м. Стосовно біології цього скату відомо замало. Натепер виловлено лише 10 особин.

## Розповсюдження
Мешкає біля узбережжя Мексиканської затоки від Мексики до США, включно зі штатом Флорида.